# Siegfried Wagner (Fußballspieler)
Siegfried Wagner (* 20. März 1936) ist ein ehemaliger deutscher Fußballspieler.

## Karriere

### Vereine
Wagner spielte bereits im Alter von 18 Jahren für die erste Mannschaft des 1. FC Nürnberg in der Oberliga Süd. Von 1954 bis 1956 bestritt er 29 Punktspiele. Sein Debüt im Seniorenbereich gab er am 24. Oktober 1954 (8. Spieltag) im torlosen Spiel im Heimspiel gegen den FSV Frankfurt. Sein erstes von 15 Toren erzielte er am 7. November 1954 (10. Spieltag) beim 5:0-Sieg im Heimspiel gegen den KSV Hessen Kassel mit dem Treffer zum Endstand in der 85. Minute. In der Saison 1956/57 und in der Hinrunde der Saison 1958/59, nachdem er in Reutlingen und Fürth aktiv gewesen ist, spielte er für die Amateurmannschaft des „Clubs“ in der Staffel Nord der seinerzeit drittklassigen und in zwei Staffeln unterteilten 1. Amateurliga Bayern.
In der Saison 1957/58 spielte er für den Ligakonkurrenten und -neuling SSV Reutlingen 05. Vom 13. Oktober 1957 (10. Spieltag) bis zum 5. Januar 1958 (19. Spieltag) kam er in zehn aufeinander folgenden Spieltagen zum Einsatz, in denen er seine insgesamt sechs Saisontore erzielte. Seine letzten drei Saisonspiele hatte er am 20. bis 22. Spieltag, zuletzt am 2. Februar 1958 bei der 0:1-Niederlage im Heimspiel gegen die SpVgg Fürth, zu der er in der Folgesaison gewechselt ist und im Oktober lediglich zwei Punktspiele bestritten hatte.

### Nationalmannschaft
Als Nationalspieler trat er in Erscheinung, als er mit der DFB-Jugendauswahl „A“ am FIFA-Juniorenturnier 1954 im eigenen Land teilnahm. Sein erstes Turnierspiel bestritt er im zweiten Spiel der Gruppe D. Zu dem am 12. April in Bonn mit 6:1 gewonnene Spiel gegen die Jugendmannschaft Nordirlands trug er mit einem Tor bei. Danach kam er am 14. April in Hagen beim 2:0-Sieg über die Jugendmannschaft Ungarns, am 17. April in Gelsenkirchen beim 2:1-Halbfinalsieg über die Jugendmannschaft der Türkei und am 19. April in Köln im Finale gegen die Jugendmannschaft Spaniens zum Einsatz. Das Spiel endete 2:2-Unentschieden nach Verlängerung; zum Turniersieger wurde Spanien erklärt,  da es in der Vorschlussrunde mit 1:0 gegen die Auswahl Argentiniens nach dem Divisionsverfahren das „bessere“ Torverhältnis aufwies.

## Erfolge
- Finalist FIFA-Juniorenturnier 1954